# Elecciones parlamentarias de Benín de 2003
Las elecciones parlamentarias se llevaron a cabo en Benín el 30 de marzo de 2003. Mathieu Kérékou, Presidente de la República, organizó una coalición llamada "Movimiento Presidencial", que obtuvo casi el 56% de los votos, generando una mayoría absoluta de 52 escaños en la Asamblea Nacional. La oposición, formada en otra coalición liderada por Nicéphore Soglo, consiguió los restantes 31, evitando la habitual fragmentación del poder legislativo.

## Resultados
| Alianza                                       | Partidos                                                                                        | Votos     | %    | Escaños |
| --------------------------------------------- | ----------------------------------------------------------------------------------------------- | --------- | ---- | ------- |
| Movimiento Presidencial                       | Frente de Acción para la Renovación y el Desarrollo                                             | 1,049,407 | 55.8 | 31      |
| Movimiento Presidencial                       | Movimiento Africano por el Desarrollo y el Progreso                                             | 1,049,407 | 55.8 | 9       |
| Movimiento Presidencial                       | Fuerzas Claves                                                                                  | 1,049,407 | 55.8 | 5       |
| Movimiento Presidencial                       | Movimiento Cultural del Desarrollo–Partido de Salvación–Congreso de los Pueblos por el Progreso | 1,049,407 | 55.8 | 2       |
| Movimiento Presidencial                       | Impulso hacia el Progreso y la Democracia                                                       | 1,049,407 | 55.8 | 2       |
| Movimiento Presidencial                       | Alianza de Fuerzas Progresistas                                                                 | 1,049,407 | 55.8 | 1       |
| Movimiento Presidencial                       | Movimiento por el Desarrollo y la Solidaridad                                                   | 1,049,407 | 55.8 | 1       |
| Movimiento Presidencial                       | Alianza por la Democracia y el Progreso                                                         | 1,049,407 | 55.8 | 1       |
| Movimiento Opositor                           | Partido del Renacimiento de Benín                                                               | 807,923   | 43.0 | 15      |
| Movimiento Opositor                           | Partido Renovación Democrática                                                                  | 807,923   | 43.0 | 11      |
| Movimiento Opositor                           | Alianza Estrella                                                                                | 807,923   | 43.0 | 3       |
| Movimiento Opositor                           | Nueva Alianza                                                                                   | 807,923   | 43.0 | 2       |
| Otros partidos                                | Otros partidos                                                                                  | 21,449    | 1.2  | 0       |
| Total                                         | Total                                                                                           | 1,878,779 | 100  | 83      |
| Fuente: Adam Carr, African Elections Database |                                                                                                 |           |      |         |